# Pamplona (Colômbia)
Pamplona é um município da Colômbia, localizado no departamento de Norte de Santander.